# Miguel Zerolo
Miguel Zerolo Aguilar (n. Santa Cruz de Tenerife; 26 de febrero de 1957) es un político español, ha sido senador por la comunidad autónoma de Canarias por Coalición Canaria (2011-2014), alcalde de Santa Cruz de Tenerife desde 1995 hasta 2011, consejero del Gobierno de Canarias (1990-1995) y vicepresidente del Cabildo de Tenerife (1987-1990). Entre 2003 y 2011 fue diputado por Tenerife en el Parlamento de Canarias con Coalición Canaria.

## Biografía
Licenciado en Derecho, es concejal del Ayuntamiento de Santa Cruz desde 1979 por la Unión de Centro Democrático (UCD) y, posteriormente, por la Agrupación Tinerfeña de Independientes (ATI), que a partir de 1993 formaría junto a otras organizaciones políticas el partido Coalición Canaria (CC). 
En 1987 es elegido consejero en el Cabildo de Tenerife, cuya vicepresidencia ocupó durante tres años. En 1990 se convierte en consejero de Turismo y Transportes del Gobierno de Canarias, y en 1993, tras acceder Manuel Hermoso a la Presidencia del Gobierno de Canarias a través de una moción de censura contra Jerónimo Saavedra, se hace con la Consejería de Presidencia y Turismo.
En los comicios de 1995 a la alcaldía de Santa Cruz de Tenerife los nacionalistas perdieron la mayoría absoluta, pero Miguel Zerolo se convertiría en alcalde. Volvería a ganar las elecciones municipales en 1999 y en 2003.

## Investigaciones judiciales
En 2006 el juez de la Audiencia Nacional Baltasar Garzón ve indicios de que pudo cometer un delito de cohecho en varias operaciones inmobiliarias promovidas por empresas filiales de Fórum Filatélico. Zerolo reconoce haber cobrado comisiones ilegales. También aprueba el Plan General de Ordenación de Santa Cruz de Tenerife, dejando 80.000 afectados por establecer sus viviendas fuera de ordenación por intereses particulares. El 19 de diciembre de ese año la Fiscal Anticorrupción en Tenerife presenta querella contra Miguel Zerolo y otros diez políticos y empresarios canarios por supuestos delitos de cohecho, prevaricación y apropiación indebida en unas actuaciones del ayuntamiento en el frente de la playa de las Teresitas. El 19 de abril Miguel Zerolo fue imputado formalmente por el Tribunal Superior de Justicia de Canarias (TSJC) de los delitos de prevaricación y malversación de fondos públicos, por el llamado "Caso de Las Teresitas".
La Intervención General de la Administración del Estado en un informe calificó esta operación como "pelotazo de libro".
El Tribunal Supremo en mayo de 2007 anuló la compraventa de los terrenos aledaños a la playa de Las Teresitas, llevada a cabo por el Ayuntamiento de Santa Cruz de Tenerife en septiembre de 2001 por un importe de 8.750 millones de pesetas, por ser "contraria al ordenamiento jurídico". Zerolo declaró que la sentencia no va a modificar el proyecto de la playa.
Su candidatura fue la más votada en las elecciones municipales de 2007 en Santa Cruz de Tenerife. Perdió la mayoría absoluta pero fue de nuevo investido como alcalde con el apoyo del Partido Popular. En las elecciones autonómicas de 2007 también fue reelegido parlamentario regional.

## Condena
La Audiencia Provincial condenó en 2017 a Miguel Zerolo a siete años de cárcel e inhabilitación para el ejercicio de cargo público por los delitos de malversación de caudales públicos y prevaricación administrativa por la operación de compraventa de once parcelas del frente de la playa de Las Teresitas. El caso de Las Teresitas fue "un plan urdido" por políticos, funcionarios y empresarios que supuso un beneficio de más de 100 millones de euros a costa del Ayuntamiento de Santa Cruz de Tenerife.
Asimismo, el Tribunal Supremo condenó en 2014 a Miguel Zerolo a ocho años de inhabilitación por un delito de prevaricación administrativa por adjudicación irregular de unas obras en 2003 en un edificio municipal. La sentencia consideraba probado que el exregidor, junto al exteniente de alcalde y exconcejal Guillermo Núñez Pérez, adjudicaron las obras de remodelación de un edificio municipal con un encargo directo a la compañía IMES, sin tramitar el correspondiente expediente de contratación.
Finalmente, el 1 de abril de 2019 Miguel Zerolo Aguilar entraba en prisión condenado a siete años por corrupción urbanística.